# Cukoripari Igazgatóság
A Cukoripari Igazgatóság az 5380/1948. számú kormányrendelettel létrehozott harminc ipari igazgatóság egyike volt, a pénzügyminisztérium felügyelete alá tartozott. Vezetését a kormány által kinevezett igazgató látta el. A 10.810/1948. számú kormányrendelet alapján az ipari igazgatóságok a felettes minisztérium osztálya vagy főosztályaként folytatták tevékenységüket. Székhelye a Magyar Cukoripar Rt. volt budapesti központja (Zrínyi utca 14.) lett.
Feladata a magyar cukoripari cégek termelésének közvetlen irányítása volt. Az Országos Tervhivataltól kapott utasítások alapján elkészíttette a cégek részletes gazdasági tervét, és összesítette iparági szinten. A cukoriparon belül hatósági anyaggazdálkodási és árszabályozási jogkört gyakorolt. Elrendelhette a termelés gazdaságosságának fokozását, az egyes vállalatok együttműködését, szabványok alkalmazását; megvizsgálhatta a hozzá tartozó cégek üzleti könyveit, iratait.